# 유지혜 (1989년)
유지혜(한국 한자: 劉智慧, 1989년 12월 20일~)는 2013년 대한민국 미스코리아 울산 선(善) 출신이다.

## 생애
울산에서 출생하였으며 2013 미스코리아 울산 선(善)에 입상하였다.
신장은 160cm이고 체중은 46kg인 그녀는 음악감상과 영화감상과 골프와 스키에 취미가 있고 수영과 요가와 스피닝에 특기가 있다.

## 주요 경력
- 2013 미스코리아 울산 선(善)

## 학력
- 서울신용산초등학교(졸업)
- 서울삼육중학교(전퇴)→울산삼호중학교(졸업)
- 울산여자고등학교(졸업)
- 동의과학대학 항공운항학과(전문학사)